# Hans Alberse
J.P.M. (Hans) Alberse (Den Haag, 20 juni 1955) is adviseur en trainer in het versterken van de lokale democratie. Voorheen was Alberse een Nederlands PvdA-raadslid, wethouder en burgemeester.

## Raadslid, wethouder, burgemeester
Van 1994 tot 2001 was hij wethouder van Rheden. In die gemeente introduceerde hij het begrip 'beginspraak' om meer macht aan inwoners te geven. In dat laatste jaar volgde zijn benoeming tot burgemeester van de gemeente Lingewaal. Op 15 mei 2006 werd hij burgemeester van de gemeente Oude IJsselstreek.
Alberse stond onder meer voor democratische versterking, met de invoering van bijvoorbeeld raadsrotondes, een burgerjury en een burgerbegrotingsforum. Inwoners van Oude IJsselstreek kregen onder Alberses leiding meer directe invloed. 'De gemeente zal meer ruimte geven aan buurten, verenigingen en andere sociale verbanden om het openbare leven naar eigen idee vorm te geven.' Alberse was deelnemer van 'Gemeenteraad van de Toekomst'.
De fusiegemeente Oude IJsselstreek kende jaren een problematische bestuurscultuur, mede door fusie tussen de voormalige gemeenten Wisch en Gendringen. Alberse had als burgemeester negen jaar een verbindende functie. In maart 2015 kondigde hij zijn vertrek aan. In een open brief aan de gemeenteraad schreef Alberse: 'Het bestuurlijke klimaat is de afgelopen tijd veranderd. De huidige bestuurscultuur vraagt om een burgemeester met een andere leiderschapsstijl.'
Van september 2010 tot maart 2015 was Hans Alberse president van de Europese Ring van IJzersteden. Als burgemeester van Oude IJsselstreek zette hij zich in voor samenwerking met de zustergemeente Boukombé in het West-Afrikaanse Benin.

## Versterken lokale democratie
Sinds april 2015 is Alberse adviseur en trainer. Hij begeleidt raadsleden, griffiers, wethouders en burgemeesters in het versterken van de lokale democratie. Hij werkt als zelfstandige en is daarnaast aangesloten bij ProDemos.
Alberse wil 'de zeggenschap opnieuw verdelen' in gemeenten. Dat leidt er volgens hem toe dat het vertrouwen in de politiek toeneemt en 'inwoners meer greep krijgen op hun leefomgeving.'
Alberse riep in oktober 2016 minister Plasterk op om gemeenten meer ruimte te geven voor burgerinspraak. Bijvoorbeeld door 'vijf keer per jaar een burgerjury te organiseren'.